# 2765 Dinant
2765 Dinant је астероид главног астероидног појаса са средњом удаљеношћу од Сунца која износи 3,145 астрономских јединица (АЈ).
Апсолутна магнитуда астероида је 11,8.